# 駐日ボツワナ大使館

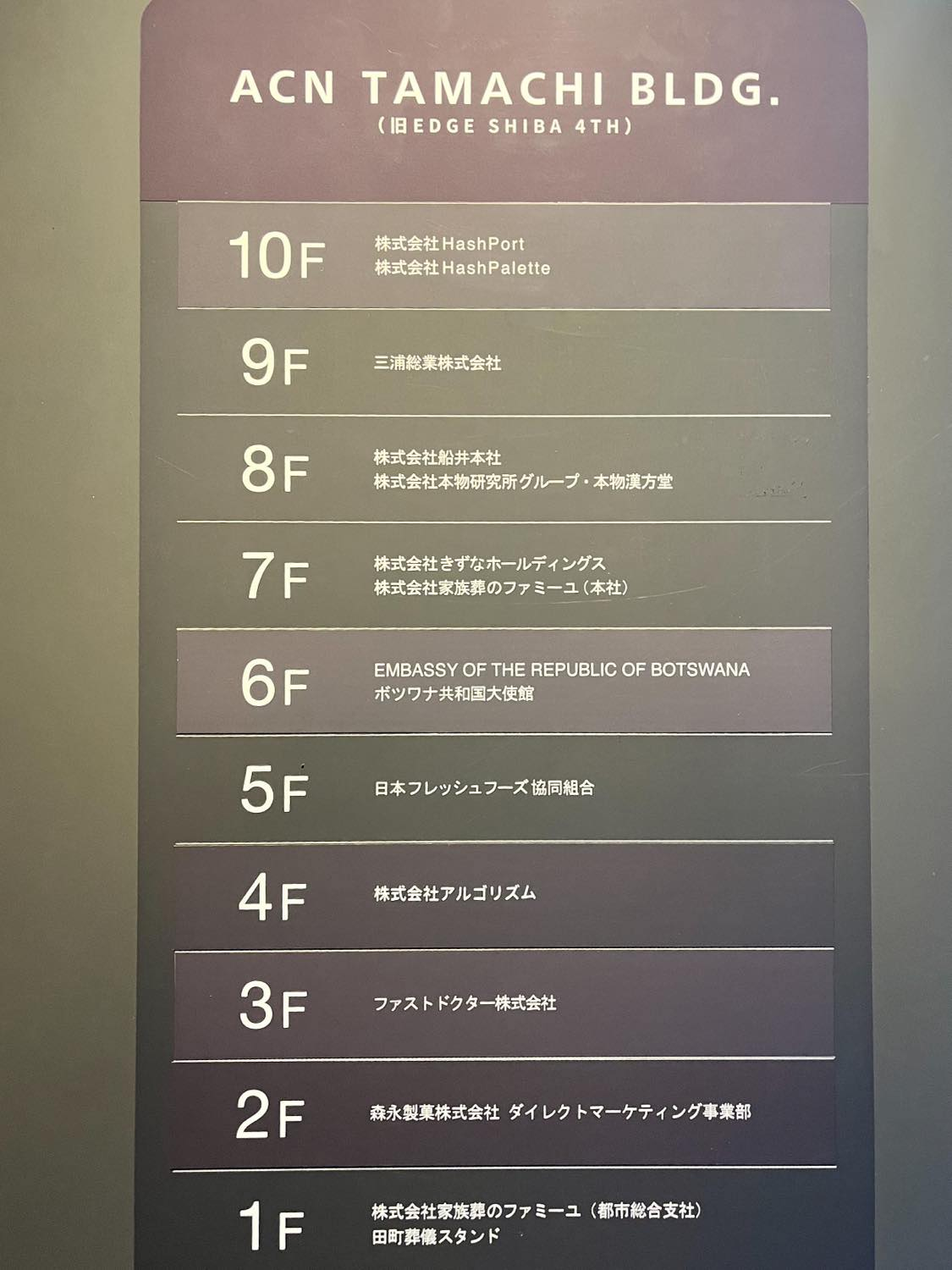
ACN田町ビルのインフォメーションボードによると大使館は6階となっている

駐日ボツワナ大使館（ツワナ語: Kemedi ya Botswana mo Japan、英語: Embassy of Botswana in Japan）は、ボツワナが日本の首都東京に設置している大使館である。在東京ボツワナ大使館（ツワナ語: Kemedi ya Botswana mo Tokyo、英語: Embassy of Botswana in Tokyo）とも。
1997年8月に初めて開設され、1999年4月に初代特命全権大使オテン・ジェナモ・テバペが着任した。

## 所在地
| 日本語 | 〒108-0014 東京都港区芝4-5-10 ACN田町ビル6階                      |
| 英語   | 6F. ACN Tamachi Building, 4-5-10 Shiba, Minato-ku, Tokyo 108-0014 |

## 大使
2021年9月27日より、ホツィレエネ・モラケ少将が特命全権大使を務めている。

## 管轄地域
日本全域に加えて、兼轄で在タイ王国ボツワナ大使館、在大韓民国ボツワナ大使館、在フィリピンボツワナ大使館としての役割も担っている。